# Alicho Werero
Alicho Werero (ou Alicho Woriro) est l'un des woredas de la région des nations, nationalités et peuples du Sud de l'Éthiopie transférés dans la région Éthiopie du Centre en 2023. Ce district porte le nom d'un sous-groupe du peuple Silt'e. Issu à l'origine d'une subdivision de son voisin Gumer, il fait partie de la zone Silt'e. Il est bordé au sud par Wulbareg, au sud-ouest par Misraq Azernet Berbere, à l'ouest et au nord par la zone Gurage, et à l'est par le woreda Silt'e.

## Données démographiques
D'après le recensement de 2007 mené par l'agence centrale de la statistique (Éthiopie), ce district compte 92 483 habitants dont 783 citadins. Plus de 99 % des habitants sont musulmans.
En 2022, sa population est estimée à 121 378 personnes avec une densité de population de 462 personnes par km2 et 263 km2 de superficie.

## Lieux
Kawakota, qui a 783 habitants en 2007, est la seule agglomération recensée dans le district. Mentionnée sur les cartes sous le nom de Kawakota ou Qewaqoto, elle se trouve environ 25 km au nord de Worabe.
Les sites préhistoriques Gademotta-Kulkuletti sont localisés dans le district[à vérifier] au nord-est de Kawakota.